# Krelikiejmy

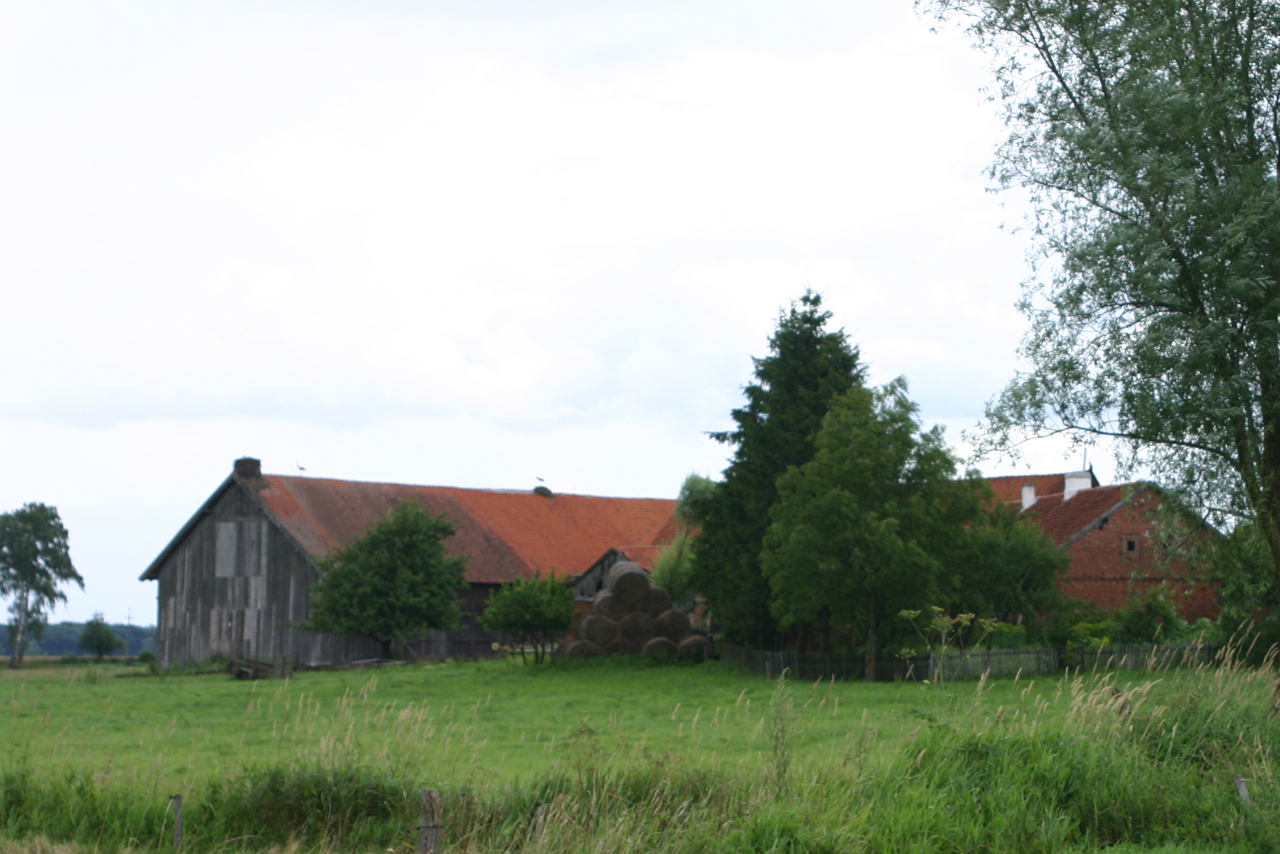
Krelikiejmy – widok wsi

Krelikiejmy (dawna i lokalna nazwa Królikowo, niem. Kröligkeim) – wieś w Polsce położona w województwie warmińsko-mazurskim, w powiecie kętrzyńskim, w gminie Barciany.
W latach 1975–1998 miejscowość administracyjnie należała do województwa olsztyńskiego.
Przez Krelikiejmy przepływa rzeka Liwna.
Wieś słynie z dużej liczby gnieżdżących się bocianów. We wsi, na rzece Liwnie, znajduje się także punkt pomiarowy WIOŚ w Olsztynie. Przy wsi znajduje się cmentarz.
We wsi znajduje się przystanek autobusowy, sklep, cmentarz, świetlica. Ludność w większości stanowią przesiedleńcy z dawnych kresów Rzeczypospolitej oraz ludność ukraińska i łemkowska, przesiedlona w ramach akcji Wisła. W rejonie miejscowości znajdują się dwie kolonie (osady) przy drodze w kierunku Garbna (potocznie nazywana przez ludność miejscowa - Garbonia) oraz Drogosz. 

## Historia
Nazwa wsi, zawierająca pruską końcówkę kaym (określenie rozbudowanej zagrody Prusów, można traktować jako odpowiednik polskiego dworu) wskazuje na istnienie wcześniejszego osadnictwa Prusów w tym miejscu. Pierwotnie brzmiała zapewne Krelekaimis, czyli “Wieś Leworęcznego” (krel = leworęczny, kaimis = wieś). Tereny te było kolonizowane przez Zakon już na początku XIV w., po podboju ziemi Bartów obszar ten podzielono między biskupstwo warmińskie oraz komturstwo w Bałdze i Podkarminie a część północno-wschodnią włączono do komturstwa królewieckiego. Kolonizację rozpoczęto w latach 1324-1330, w pobliskim Sątocznie powstał zameczek (prokurator tam urzędujący miał zadanie m.in. pobierać daniny). Jednakże po najeździe Litwinów w 1347 r. tereny te, łącznie z obszarem, gdzie leżą Krelikiemy, zostały spustoszone i wyludnione. Ponowna kolonizacja rozpoczęła się dopiero w latach 70. XIV w. Z tego okresu pochodzi lokacja Krelikiejm.
Wieś lokowana była na prawie chełmińskim w 29 czerwca 1374 roku, przez komtura Bałgi Lindena. Nadanie otrzymali dwaj bracia Klaus i Heinrich, a jako uposażenie swego sołectwa otrzymali 5,5 łana ziemi. Osadnicy otrzymali 11 lat wolnizny. Obszar wsi wynosił 54 włóki (ok. 907 ha), czego 10 leżało na pograniczu z Sątocznem, “na pograniczu puszczy” (co wskazuje, że te tereny były jeszcze słabo zaludnione). W 1422 obszar wsi był taki sam, sześć włók sołtysa wolnych było od czynszu, a z pozostałych opłata wynosiła od włóki po pół grzywny i po dwie kury.
W 1437 we wsi były dwie karczmy, od których płacono czynsz po dwie grzywny. W roku 1490 prokurator kętrzyński Jerzy Truchsess odnowił przywilej prowadzenia karczmy dla B. Resenkircha.
W czasie epidemii dżumy w 1710 r. we wsi zmarły jedynie 3 osoby. W 1785 r. były we wsi 23 domy, a w 1820 r. 25 z 287 mieszkańcami. Po pierwszej wojnie światowej przy wsi powstał niewielki majątek, liczący 213 ha, którego właścicielem był dr Bernard Hammer-Schmidt. W 1928 r. wieś liczyła 550 mieszkańców.
Wiejska szkoła została zniszczona w czasie II wojny światowej. Budynku szkoły nigdy nie odbudowano, ruiny znajdują się w rejonie mostu na Liwnie, na posiadłości obecnie p. Hirniak, niegdyś p. Drążek. W tym rejonie znajdowała się jedna z karczm (siedlisko p. Szczepura), obecnie budynki te nie istnieją. W Krelikiejmach funkcjonował również przeniesiony z pałacu w Silginach ośrodek szkoleniowy Hitlerjugend. Na jego lokalizację wskazują pozostałości ruin po lewej stronie drogi prowadzącej do miejscowości Kolwiny-Drogosze, potocznie zwane przez ludność miejscową "Baraki". Naprzeciwko tych ruin znajdowało się boisko, które funkcjonowało jeszcze w latach powojennych. Boisko to obecnie nie istnieje.
W roku 1970 wieś liczyła 234 mieszkańców. W latach 1973–1977 sołectwo Krelikiejmy należało do gminy Skandawa. Od 1977 sołectwo Krelikiejmy należy do Gminy Barciany.

## Ludzie związani z miejscowością
- Jan Parwicki obrońca Westerplatte, osiedlił się w Krelikiejmach po wojnie. Urodzony 6 czerwca 1917 r. we wsi Kurzy Wielkie. Syn Władysława i Bronisławy z Rodziewiczów. Ukończył pięć oddziałów szkoły powszechnej i pomagał rodzicom w gospodarstwie. Miał troje rodzeństwa. Od 1936 r. należał do Związku Młodej Wsi Ziemi Nowogródzkiej (nr legitymacji członkowskiej 576). W marcu 1939 r. powołany do odbycia służby wojskowej w 85 Pułku Strzelców Wileńskich w Nowej Wilejce. Na Westerplatte przybył 7 sierpnia 1939 r. jako strzelec. W czasie obrony był dwukrotnie ranny. Okres okupacji przeżył w obozie jenieckim Stalagu I A (nr jeńca 2469). Po wyzwoleniu osiadł na Ziemiach Odzyskanych we wsi Krelikiejmy w gminie Barciany. Pomagając krewnym w prowadzeniu gospodarstwa rolnego, podjął pracę zarobkową w Państwowej Pasiece Polskiego Związku Pszczelarskiego. W latach 60. aktem darowizny przejął gospodarkę po krewnych. Ożenił się z Janiną Branicką, krajanką z Wileńszczyzny, która w ramach repatriacji z Kazachstanu, wróciła do Polski zmienionej terytorialnie. Zmarł 13 grudnia 1980 r. Odznaczenia: Krzyż Kawalerski Orderu Odrodzenia Polski (1974), pośmiertnie – Krzyż Srebrny Orderu Virtuti Militari (1989).
- Wilhelm Nieswandt (1898-1978), w latach 1956-1969 burmistrz miasta Essen, urodził się w Krelikiejmach.